# Земля і воля (компанія)
«Земля і воля» — одне з найбільших сільськогосподарських підприємств України. Основні виробничі потужності та офіс розташовані в Бобровицькому районі Чернігівської області. За обсягом земельного банку підприємство займає 51 місце в рейтингу «Топ 100 латифундистів України» (32 500 га, з яких 30 000 га відведено під кукурудзу). 

## Історія
Утворено 2000 року на базі колишнього Майнівського радгоспу-технікуму і 13 реформованих розвалених КСП в населених пунктах: Ярославка, Озеряни, Щаснівка, Стара Басань, Бригинці, Нова Басань, Піски, Браниця, Кобижча, Бобровиця і Носівка Чернігівської області, Лозовий Яр Київської області.
У грудні 2024 року генеральний директор підприємства Леонід Яковишин звинуватив народного депутата України Бориса Приходька у підготовці рейдерського захоплення підприємства. Приходько звинувачення відкинув.

## Матеріально-технічна база
Товариство має 5 зерносушильних комплексів, які за добу обробляють до 6 тис. тонн зерна. Для зберігання його змонтували 47 металевих, повністю автоматизованих силосів загальною місткістю 227 тисяч тонн. Біля залізничних колій споруджено 2 термінали, через які за добу можна завантажити 40 вагонів. Машинно-тракторний парк налічує понад 200 тракторів, понад 20 зернозбиральних комбайнів, понад 200 вантажних автомашин, необхідну кількість ґрунтообробної та посівної техніки. З 2012 року на допоміжній залізничній колії діє пункт для приймання та розвантаження залізничних цистерн із безводним аміаком. Для ремонту тракторів, комбайнів і причіпного інвентарю є центральна майстерня і 10 бригадних. Для автомашин є станція технічного обслуговування, обладнана діагностичною апаратурою і ремонтними стендами. Є цех будівництва і капітального ремонту. Працює агрохімічна лабораторія.
В охороні полів і устаткування працює 200 людей, на озброєнні у яких 50 автоматів.

## Діяльність
В обробітку — 32,5 тис. га ріллі, на які укладено договори оренди з власниками земельних паїв. Орендна плата — 18 % від нормативної вартості земельного паю. Основна зернова культура — кукурудза, решта — пшениця, ячмінь та інші культури.
30 тис. га — в господарстві під кукурудзою.  У вирощуванні кукурудзи товариство співпрацює з компаніями США «Піонер» і «Монсанто» в питаннях виробництва насіння високоврожайних гібридів ДКС-3472, ДКС-2960 і ДКС-3795 на базі ТОВ «Земля і воля». 2012 року валовий збір зернових склав 187 тис. тонн, у тому числі 180 тис. тонн кукурудзи.
Господарство мало 47 000 свиней, однак станом на 2019 поголів'я скоротилося до 1000 свиней — для власних потреб, оскільки в господарстві є їдальні.
2005 року введено в дію круп'яний завод для перероблювання зерна кукурудзи потужністю 70 тонн на добу. Станом на 2019 — завод простоює.

## Галерея

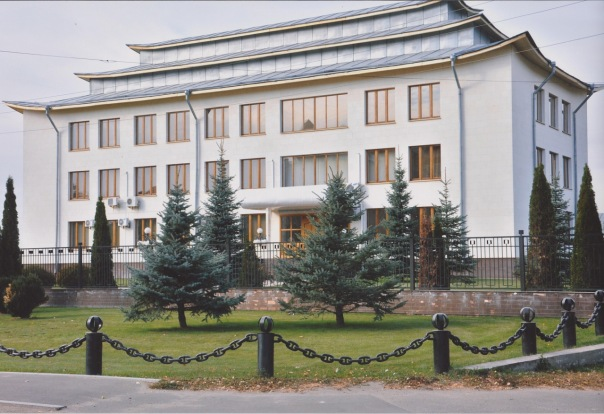
Офіс у Бобровиці
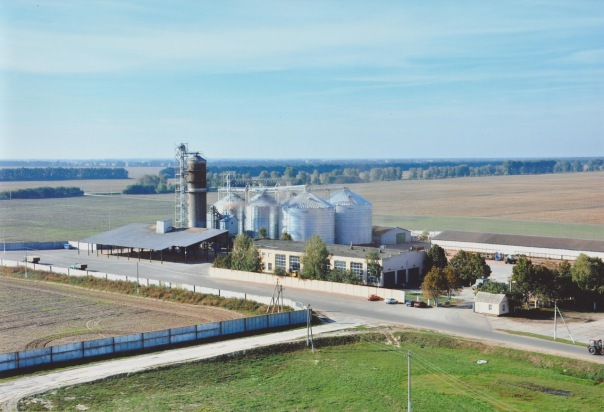
Один із 5-ти зерносушильних комплексів
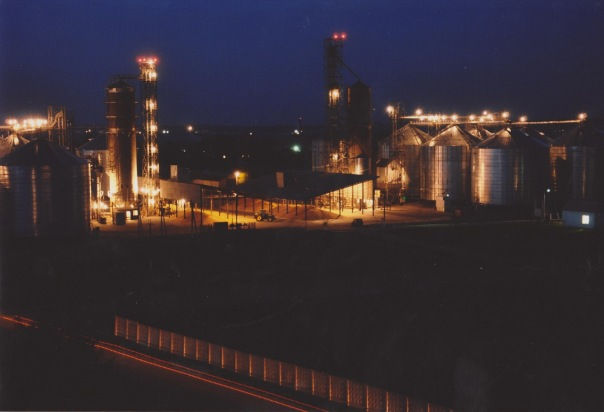
Нічна переробка кукурудзи під час збору урожаю